# Rue de Perpignan
Rue de Perpignan var en gata på Île de la Cité i Quartier de la Cité i Paris. Gatan var uppkallad efter den intilliggande jeu de paume-banan, kallad ”Perpignan”. Rue de Perpignan började vid Rue des Marmousets och slutade vid Rue des Trois-Canettes. 
Rue de Perpignan var belägen i det tidigare 9:e arrondissementet, vilket existerade från 1795 till 1860.
Gatan revs i mitten av 1860-talet för att ge plats åt det nya Hôtel-Dieu.

## Bilder
| - Rue de Perpignan på en karta från 1800-talet. |

## Omgivningar
- Sainte-Marie-Madeleine-en-la-Cité
- Saint-Christophe
- Saint-Germain-le-Vieux
- Notre-Dame
- Sainte-Chapelle
- Rue Saint-Christophe
- Rue de la Licorne
- Rue des Trois-Canettes
- Rue Cocatrix